# Alfred Böhm-Tettelbach
Alfred Böhm-Tettelbach (28 mars 1878 à Erstein - 12 juillet 1962 à Berlin) est un general der Infanterie allemand qui a servi au sein de la Heer dans la Wehrmacht pendant la Seconde Guerre mondiale.

## Biographie
Alfred Böhm-Tettelbach commence sa carrière militaire comme Fahnenjunker dans le 132e régiment d'infanterie (de) le 1er octobre 1896. Le 8 décembre 1903, il est transféré au 1er bataillon naval de Kiel. Il y rejoint le 18 janvier 1904 le bataillon d'infanterie de marine du corps expéditionnaire de la marine en Sud-Ouest africain allemand. À la fin de son service là-bas, il est réaffecté le 11 avril 1905 au 1er bataillon naval. Après avoir été affecté au 92e régiment d'infanterie (de), il est envoyé à l'académie de guerre d'octobre 1908 à juin 1911 pour poursuivre sa formation.
Il est retiré du service active le 28 février 1943

## Promotions
| Fähnrich                                  | 20 mai 1897        |
| Sekondeleutnant                           | 27 janvier 1898    |
| umbenannt Leutnant                        | 1er janvier 1899   |
| Oberleutnant                              | 21 juillet 1908    |
| Hauptmann                                 | 1er octobre 1913   |
| Major                                     | 22 mars 1918       |
| Oberstleutnant                            | 1er décembre 1923  |
| Oberst                                    | 1er avril 1927     |
| Generalmajor                              | 1er novembre 1930  |
| Generalleutnant                           | 1er octobre 1932   |
| Generalleutnant z.V.                      | 1er novembre 1938  |
| Charakter als General der Infanterie z.V. | 1er septembre 1940 |
| General der Infanterie z.V.               | 1er décembre 1940  |

## Décorations
- Croix de fer (1914)
  - 2e classe
  - 1re classe
- Kgl. Preuss. Kronen-Orden 4e Classe avec glaives
- Preuss. Rote Kreuz-Medaille 3e Classe
- Kgl. Bayer. Militär-Verdienstorden 4e Classe avec glaives
- Ritterkreuz des kgl. Sächs. Albrecht-Ordens 2e Classe avec glaives
- Ritterkreuz des kgl. Württembg. Friedrich-Orden 1re Classe avec glaives
- Chevalier de 2e classe de l'ordre du Lion de Zaeringen avec glaives
- Ritterkreuz des Braunschweigischer Heinrich des Löwen-Orden 2e Classe
- Braunschweigisches Kriegsverdienstkreuz
  - 2e classe
  - 1re classe
- Bewährungsabzeichen zum Braunschweigisches Kriegsverdienstkreuz 2e Classe
- Grossherzoglich Oldenburgisches Friedrich August-Kreuz
  - 2e classe
  - 1re classe
- K.u.K. Österr. Orden der Eisernen Krone 3e Classe avec décorations de guerre
- K.u.K. Österr. Militär-Verdienstkreuz 3e Classe avec décorations de guerre
- Ehrenzeichen vom Roten Kreuz 3e Classe avec décorations de guerre
- Étoile de Gallipoli
- Ritterkreuz des kgl. Preuss. Hausordens von Hohenzollern avec glaives
- Preuss. Dienstauszeichnungskreuz
- Croix d'honneur
- Médaille de service de la Wehrmacht 1re Classe
- Croix du mérite de guerre
  - 2e classe avec glaives
  - 1re classe avec glaives
- Croix allemande en argent le 15 janvier 1943 en tant que general der Infanterie z. V et commandant du LXXXII. Armeekorps